# テゴマス 3rd ライブ テゴマスのまほう
『テゴマス 3rd ライブ テゴマスのまほう★』（テゴマス サードライブ テゴマスのまほう）は、日本の男性アイドルグループ・テゴマスの3作目のライブ・ビデオ。2012年4月25日発売。

## 収録内容
ジャニーズ事務所公式サイトの紹介ページをもとに記述。

### 本編映像
※Blu-rayではDISC 1にまとめて収録。

#### DISC 1
1. overture
2. 魔法のメロディ
3. ぼくらの空
4. 猟奇的ハニー
5. 七夕祭り
6. 雪だるま
7. アイアイ傘
8. Mr. Freedom
9. くしゃみ
10. 卒業アルバム
11. わすれもの
12. 花火
13. 夕焼けの歌 (近藤真彦の曲)
14. ding-dong (TOKIOの曲)
15. とまどいながら (嵐の曲)
16. ずっと
17. ありがとう・今
18. ミソスープ
19. キッス〜帰り道のラブソング〜
20. 希望の光を心に灯そう
21. はなむけ
22. さくらガール
23. 夕焼けと恋と自転車
24. Over Drive
25. HIGHWAY
26. 青いベンチ

#### DISC 2
〈ENCORE〉
1. チーター ゴリラ オランウータン
2. アイノナカデ

### 特典映像
※DVDではDISC 2、Blu-rayではDISC 1に収録。
1. ツアードキュメント〜まほうのうら〜
DVDのみ収録。
2. 魔法のメロディ ミュージッククリップ フルバージョン